# الجوارح (مسلسل)

## ملخص المسلسل
هذا المسلسل يحكي قصة شيخ قبيلة عربية يدعى ابن الوهاج، وهو من أنبل العرب وأكرمهم، وله أبناء ثلاثة يدعون الباشق وأُسامة والأصغر عُقاب. وكان هناك في قبيلة ابن الوهاج يوجد رجل حاقد عليه وعلى أبناءه، فتقدم إلى حكيم القبيلة وصاحب الروايات فيها (ابن الرومية)، فطلب منه أن يختبر قدرة أبناء ابن الوهاج على العيش خارج قبيلة أبيهم، فدخلت الفكرة في رأسه وقرر أن يرسل أبناءه الثلاثة إلى جهات مجهولة، وقال لهم: أريدكم أن تكونوا الجوارح التي تعيش في أرض ليست بأرضها. فانطلقوا فتوجه أسامة إلى الجهة الشمالية، والباشق إلى الجنوبية، وأما عُقاب فتوجه إلى الجهة الشرقية.
فنزل الباشق في قبيلة حسام، وكان مغروراً جداً فكان لابد من تغيير نفسه وهُزم على يد أحد فرسان القبيلة، ثم غادرها وعاش في البر إلى أن التقى بأبيه. أما أسامة فقد توجه إلى قبيلة الباهلي، وقد كانت أضعف قبائل العرب، وكانت معرضة لسلب والنهب من قطاع الطرق وكل الطامعين، وعندما نزل أسامة فيها درب فرسانها فجعلها من أقوى قبائل الأرض، وجعل من تلك القبيلة قوة لا يشق لها غبار، ولكن القوة تأتي بالطغيان والغرور، فقرر أن يهاجم قبيلة الأشعث ابن الأكثم: تلك القبيلة التي نزل فيها أخوه عُقاب. أما ابن الوهاج فقد كان في حالة يرثى لها بعد فراق ابنائه الثلاثة: ضعفت القبيلة وسرقت كنوز ابن العلقم التي جلبها عُقاب على يد أبي طراقة (والد شاهين)، وتدهورت حالته الصحية فسكن فراشه، وعندما أحس بالضعف، كان يجب أن يذهب ليعود بأبنائه، فذهب وبالصدفة التقى بالباشق الذي تمرّس كثيراً على القتال وازداد قوة، ومن ثم ذهبوا للبحث عن عُقاب فوجدوه في قبيلة الأشعث، فوجدوه يدّرب فرسانها على القتال ويعلمهم الأخلاق العربية والتواضع، وهو لم يخبرهم أنه ابن سيد قبيلة، بل عاش معهم باسم مجهول وهو عكرمة. أما الإمبراطور والمغرور اُسامة فكان أقوى إخوته وأكثرهم قسوة، وقرر أن يحتل قبيلة الأشعث؛ ليجعل لآل الوهاج مجداً عظيماً، لكن أبوه وإخوته والأشعث كانوا له بالمرصاد، فقَتل ابنُ الوهاج ولدَه أسامة بالرمح في ظهره، وبقي عُقاب في قبيلة الأشعث.

## فريق العمل

### موسيقى
- طارق الناصر

### مدير الإنتاج
- وليد حبال

### المؤلف
- هاني السعدي

### المخرج
- نجدت إسماعيل أنزور

### الممثلين
- اسعد فضة بدور ابن الوهاج
- هاني الروماني: بدور أبو طراقه
- أيمن زيدان بدور أسامة
- أمل عرفة بدور العنقاء
- صباح عبيد بدور الباشق
- عارف الطويل بدور عقاب
- سعد مينه بدور شاهين
- فرح بسيسو بدور بثينة
- عبد الرحمن أبوالقاسم بدور ابن الرومية
- ليلى جبر بدور ريم
- حاتم علي بدور شهاب
- توفيق اسكندر بدور جراده
- نورمان اسعد بدور خولة
- عابد فهد بدور ضرار
- أمية ملص بدور وردة
- فايز أبو دان بدور سهيل
- عبد المولى غميض: بدور جلمود
- محمد الحريري: بدور سراقة
- فاروق الجمعات بدور صبحي
- بشار القاضي بدور الرقيب عاصم
- فادي وفائي بدور عبادة